# Пасько, Виктор Павлович
Виктор Павлович Пасько — советский хозяйственный, государственный и политический деятель.

## Биография
Родился в 1928 году в Харькове. Член КПСС.
С 1953 года — на хозяйственной, общественной и политической работе. В 1953—2000 гг. — инженер-технолог, начальник участка цеха № 34, заместитель начальника цеха № 28, заместитель начальника цеха № 4, начальник отдела лётных испытаний, главный контролёр качества продукции на предприятии п/я 1078, секретарь парткома ДМЗ, директор агрегатного завода «Рубин» в городе Балашихе, директор ММЗ «Авангард» (1986—2000), генеральный директор ММПО «Авангард».
Лауреат Государственной премии СССР.
Делегат XXVI и XXVII съездов КПСС.
Жил в Москве.